# Јеврејски устанак против Константина Гала
Јеврејски устанак против Гала је назив за устанак кога су Јевреји у Галилеји подигли године 351. против римске власти. Име је добио по Констанцију Галу кога је исте године цар Констанције II именовао за цезара и дао му на управљање источне провинције, укључујући и Палестину. Повод за устанак је била Констанцијева религијска нетолеранција, односно настојање да се у његовом делу Царства искорене све не-хришћанске религије, што је, уз разне паганске култове укључивало и јудаизам. Устанике је предводио извјесни Исак из Диоцезареје (Тзипори) коме је помагао извјесни Патриције, такође познат и по имену Натрона. Они су изненада напали римски гарнизон у Диоцезареји, и тако наоружани убили све не-Јевреје у граду, претежно Грке и Самарићане. Устаници су након тога заузели и Диосполис и Тиберијаду. Међутим, већ 351. или 352. Гал је на устанике послао коњичког команданта Урсицина који их је поразио, а потом разорио побуњене градове и масакрирао њихове житеље, укључујући и малу децу. Устанак је тако био угашен.
Устанак се понекад смешта међу јеврејско-римске ратове, иако је то ретко, због тога јер је био географски ограничен, односно имао друкчији религијско-политички контекст у односу на раније сукобе.

## Секундарни извори
- Thomas M. Banchich, "Gallus Caesar (15 March 351 - 354 A.D.)", De Imperatoribus Romanis, 1997.
- Lazare, Bernard; Robert Wistrich (1995). Antisemitism: Its History and Causes. University of Nebraska Press. ISBN 978-0-8032-7954-4.
- "Patricius", Jewish Encyclopedia